# اسب تروآ

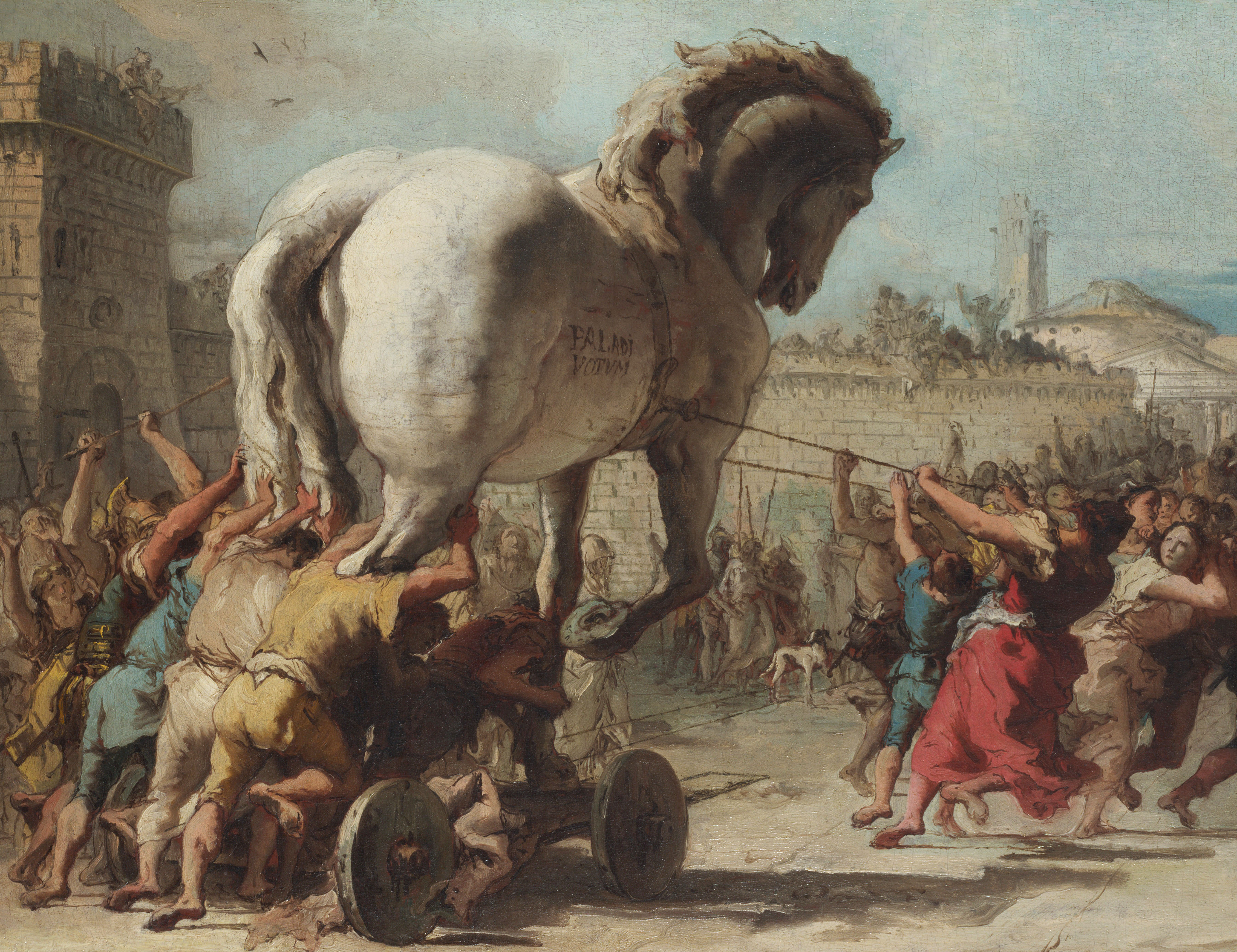
یک تابلوی نقاشی از «اسب تروآ» مربوط به سال ۱۷۷۳

اسب تروآ (به فرانسوی: Troie) (به لاتین: Troianus) (به انگلیسی: Trojan) داستانی از جنگ تروآ بود، که در انه‌اید، شعر حماسی لاتین ویرژیل بیان شده بود. رویدادهای این داستان از عصر برنز پس از ایلیاد هومر و پیش از ادیسه هومر روی داد. با بهره از حیله جنگی بود که در پایان یونانی‌ها توانستند به شهر تروآ وارد شوند و به رویارویی پایان دهند. در سرشناس‌ترین نسخه، پس از محاصرهٔ بی‌ثمر تروآ، یونانی‌ها پیکره‌ای بزرگ از اسب ساختند تا مردانی منتخب را درونش پنهان کنند. یونانی‌ها اینطور وانمود کردند که آنجا را ترک کردند، و تروجان‌ها [تروآیی‌ها] اسب را به عنوان نشان پیروزی به داخل شهر بردند. آن شب نیروی یونانی از اسب خارج شد و دروازه‌های شهر را برای باقی ارتش یونانی که در تاریکی شب بازگشته‌ بودند، گشود. ارتش یونانی با ورود و تخریب شهر تروآ، با پیروزی قاطع به جنگ پایان داد. اما در اصل ساخت اسب تروآیی ایده اودیسئوس (قهرمان نامدار یونانی در جنگ تروآ) بود.
کاهن لائوکوئون طرح را حدس زده بود و به تروجان‌ها هشدار داد، در عبارت مشهور ویرژیل که «من از یونانی‌ها حتی اگر هدیه بیاورند هم می‌ترسم»، اما ایزد پوزئیدون باعث اختناق و سکوت او شد. کاساندرا (دختر شاه پریاموس)، پیشگوی تروآ هم اصرار کرد که اسب باعث سقوط شهر و خانوادهٔ شاهی خواهد شد، اما او نیز نادیده گرفته شد، و در نهایت شکست در جنگ گریبان‌گیر همه شد.
هرچند این داستان افسانه‌ای است اما تروآ احتمالا وجود داشته و برخی تاریخ‌دانان معتقدند که جنگ تروآ واقعاً رخ داده‌ است. مایکل وود تاریخ‌دان بر این عقیده است که چیزی که به شکل یک اسب وارد تروآ شد در واقع یک دژکوب برای شکستن دروازه‌های شهر بوده است.
امروزه «اسب تروآ» یا «اسب تروا» یا «اسب تروجان» به اصطلاحی برای توضیح هر ترفندی که باعث شود هدفی، دشمنی را به استحکامات یا محلی حفاظت‌ شده دعوت کند، گفته می‌شود. امروزه اغلب با برنامه‌های رایانه‌ای «بدافزار» ارتباط دارد که با معرفی خود به‌عنوان سودمند یا بی‌خطر، کاربر را وادار به نصب و اجرای آن‌ها می‌کنند.

## شرح ماجرا

طرحی از روی یک نقاشی روی ظرف یونانی.(اسب تروآ)

یونانیان پس از ده سال محاصره تروا نتوانستند آن را به تصاحب آورند. پریلیس، نهاندان پیشگو و به روایتی کالخاس، پیشگوی دیگر (یا شاید اولیس) به آگاممنون پیشنهاد کرد اسبی چوبین بسازد. آگاممنون اپئیوس و پانوپه را مأمور انجام این کار کرد. آنان اسبی چوبین و میان تهی ساختند که دمفون، منلاس، اولیس و بسیاری دیگر از جنگجویان در درون آن پنهان شدند. یونانیان این اسب چوبین را در کرانه تروا رها کردند و وانمود کردند که می‌خواهند به محاصره پایان دهند. اهالی تروا به رایزنی نشستند که حال چه باید کرد. برخی مانند کاساندرا پیشگو، که از سوی ایزدان محکوم بود، کسی حرفش را باور نکند، عقیده داشتند که این اسب یک نیرنگ جنگی است و به هیچ روی نباید آن را به بهانه اهدای آن به ایزدان وارد شهر کرد. لائوکون پیشوای مذهبی نیز بر همین باور بود و حتی نیزه‌ای به جانب حیوان ساختگی پرتاب کرد تا ثابت کند از آن صدای شیئی میان تهی برمی خیزد. ولی چیزی نگذشت که ماهایی او را خفه کردند و مردم تروا گمان کردند اهانتی به مقدسات روا داشته‌ است. بدین ترتیب اسب چوبی را داخل شهر کردند. جنگجویان یونانی از تاریکی شب سود جستند و از شکم اسب بیرون آمدند، دروازه شهر را گشودند و شهر را تصرف کردند.

## نگارخانه

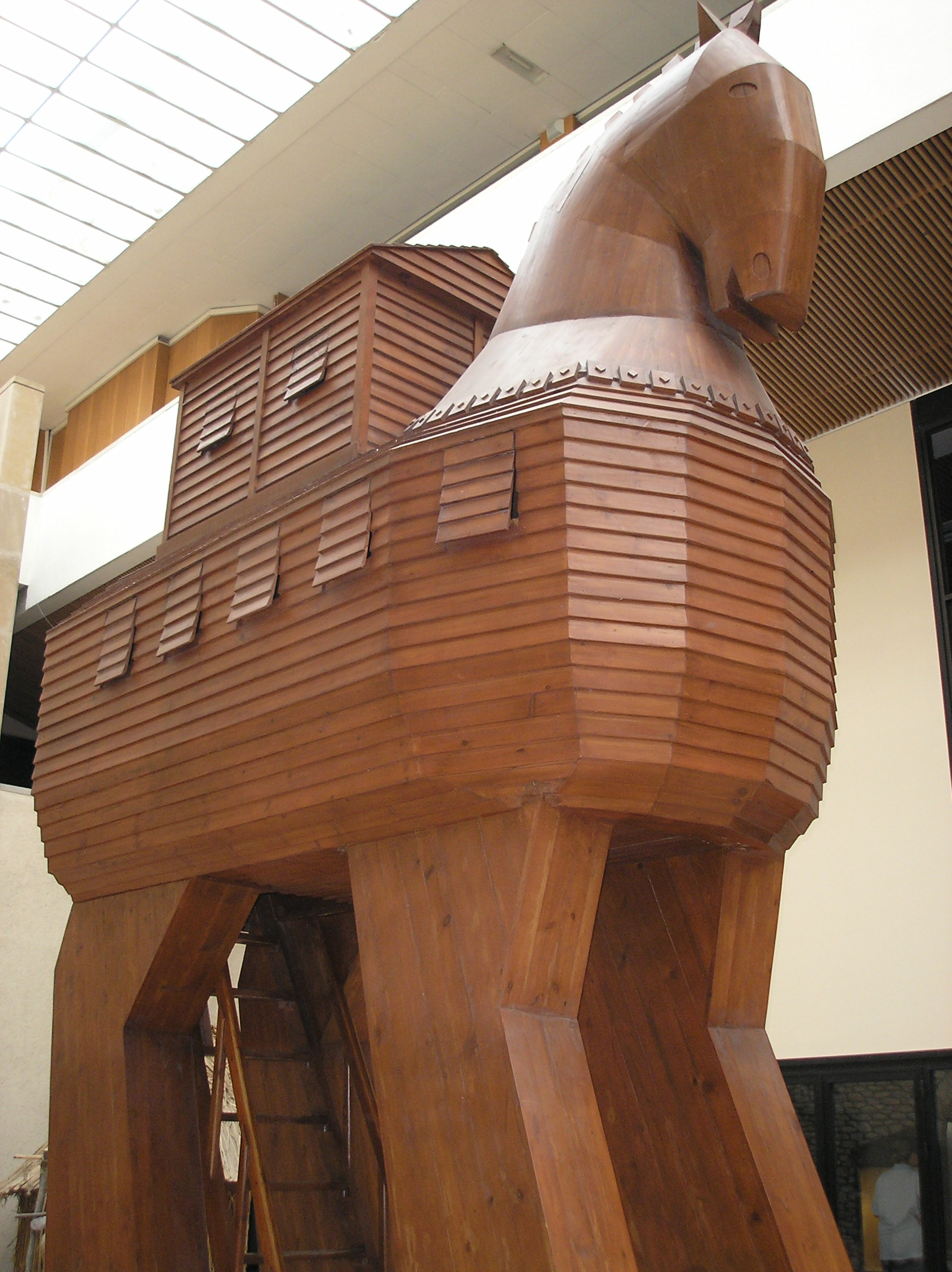
hors kankal..
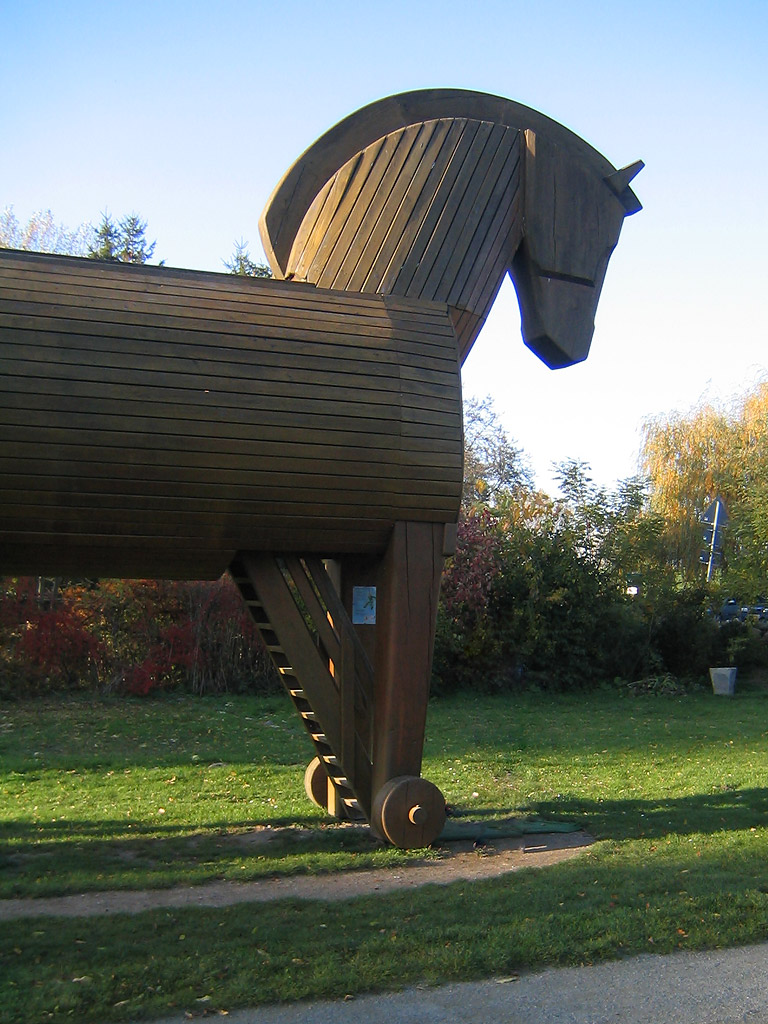
gari log samiraii samira.coon4:30 5:50 1/4/1398
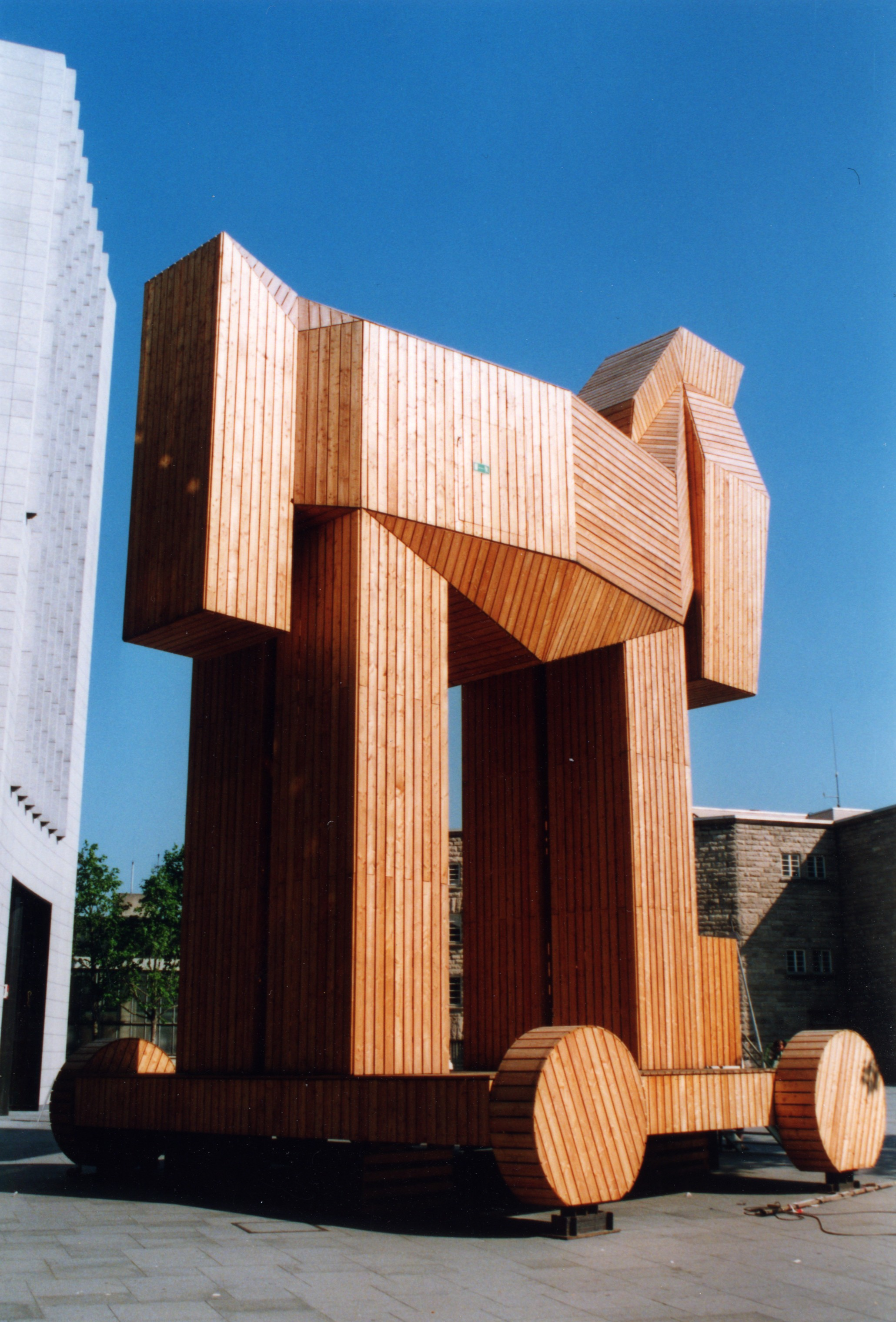